# 11211 Saxena
11211 Saxena este o planetă minoră (asteroid), cu un diametru de 4,362 km, din centura de asteroizi. A fost descoperită pe 6 aprilie 1999 la Magdalena Ridge Observatory⁠(d) de Lincoln Near-Earth Asteroid Research. 
Obiectul prezintă o orbită caracterizată de o semiaxă mare de 2,2766633 UAi, o excentricitate de 0,16, o înclinație de 5,41647 ° în raport cu ecliptica.